# William H. McRaven
William Harry McRaven, född 6 november 1955, är en pensionerad amerikansk fyrstjärniga amiral i USA:s flotta.

## Biografi
McRaven föddes i Pinehurst, North Carolina. År 1978 tog han kandidatexamen i historia vid University of Texas at Austin.
Han tjänstgjorde befälhavare för United States Special Operations Command (SOCOM) från 8 augusti 2011 till 28 augusti 2014. McRaven gick i pension från flottan 2014 efter 37 års tjänstgöring.
Från 2015 till 2018 var han kansler vid University of Texas.

## Författarskap
McRaven är författare till boken Make Your Bed: Little Things That Can Change Your Life and Maybe the World (2017). Boken är en samling av levnadslektioner som McRaven lärde sig under sin militära karriär.

## Privatliv
McRaven är gift med Georgeann Brady McRaven, de har tre barn tillsammans.